# 16 décembre 1907
Le 16 décembre 1907 est le 350e jour de l'année 1907 du calendrier grégorien. Il s'agit d'un lundi. 

## Événements
- 16 correspondants britanniques et 9 correspondants américains créent l'Association de la presse anglo-américaine de Paris
- La Grande flotte blanche entame sa circumnavigation. Elle s'achève le 2 février 1909[1].
- Ouverture de la station Cicero de la Ligne rose du métro de Chicago.

## Naissances
- Jacques Pâris de Bollardière, officier général de l'armée française
- Sulayman al-Murshid (en), religieux syrien
- Barbara Kent, actrice canadienne
- Mario Romani (it), footballeur italien

## Morts
- François Fortunat Rouleau, avocat et homme politique québécois
- Napoléon Legendre, avocat et écrivain québécois
- Jean-Émile Roger, homme politique français
- Asai Chū, peinte japonais
- Edward Stanley (1826–1907) (en), homme politique anglais
- Hanns Scharff (en), obergefreiter de la Luftwaffe pendant la Seconde Guerre mondiale.
- Ray C. Bliss (en), homme politique américain

## Ordinations
Le pape Pie X crée les cardinaux suivants :
- Mgr Pietro Maffi
- Mgr Louis Henri Joseph Luçon
- Mgr Benedetto Lorenzelli
- Mgr Gaetano De Lai
- Mgr Désiré-Joseph Mercier
- Mgr Pietro Gasparri